# Konstantin Paustovski
Konstantin Georgevici Paustovski (rusă: Константи́н Гео́ргиевич Паусто́вский, n. 31 mai 1892, Moscova, Imperiul Rus - d. 14 iulie 1968, Moscova, URSS) a fost un scriitor rus și sovietic. Publică Schițe marine în 1929, Kara Bugaz în 1932, Colhida în 1934 și Trandafirul de aur (Золотая роза) în 1955. În 1945-1963 publică o vastă operă autobiografică denumită Poveste despre viață (Повесть о жизни, prima parte Ani îndepărtați, urmată de Tinerețe frământă, Începutul unui veac necunoscut, Drumul spre Sud, Cartea peregrinărilor). 
A fost nominalizat la Premiul Nobel pentru Literatură în 1965.